# 新井一 (シナリオライター)
新井 一（あらい はじめ、1915年1月1日 - 1997年11月23日）は、日本のシナリオライター、シナリオ教室講師。

## 人物
1915年（大正4年）1月1日、東京に生まれる。水産講習所（現：東京海洋大学）卒。第二次世界大戦後には文芸春秋社から東京映画へ転じ、喜劇『駅前シリーズ』をはじめとする東宝系作品を中心に映画の脚本約300本、ラジオ・テレビドラマの脚本約2000本を執筆した。
1971年（昭和46年）、シナリオ・センターを設立し、脚本家の養成につくす。
1997年（平成9年）11月23日、死去。82歳。

## 主な作品
1953年
- 『北海の虎』脚色・監督田中重雄

1954年
- 『潜水艦ろ号 未だ浮上せず』脚本/野村浩将共作・監督野村浩将
- 『その後のウッカリ夫人とチャッカリ夫人』企画・監督春原政久
- 『あんみつ姫』脚色・監督仲木繁夫

1955年
- 『赤いカンナの花咲けば』企画・監督小田基義
- 『若夫婦なやまし日記』脚本/木村英一共作・監督田尻繁

1956年
- 『へそくり社員とワンマン社長 ワンマン社長純情す』脚色/長谷川公之共作・監督小田基義
- 『森繁よ何処へ行く』脚色/長瀬喜伴共作・監督瑞穂春海
- 『ボロ靴交響楽』脚本・監督西村元男
- 『へそくり社員とワンマン社長　へそくり社員敢闘す』脚色/長谷川公之共作・監督小田基義

1957年
- 『おしゃべり社長』脚色・監督青柳信雄
- 『極楽島物語』脚色/長瀬喜伴共作・監督佐伯幸三
- 『ますらを派出夫会 粉骨砕身す』脚本・監督小田基義
- 『ますらを派出夫会 男なりゃこそ』脚本・監督小田基義
- 『強情親爺とドレミハ娘』脚色・監督小田基義
- 『強情親爺とピンボケ息子』脚色・監督小田基義
- 『森繁の僕は美容師』脚色・監督瑞穂春海
- 『月と接吻』脚色・監督小田基義
- 『おトラさん』脚本・監督小田基義

1958年
- 『草笛の丘』脚本・監督内村禄哉
- 『お父さんはお人好し 家に五男七女あり』脚色・監督青柳信雄
- 『別れの波止場』脚本・監督山崎裕理
- 『お父さんはお人好し 花嫁善哉』脚色・監督青柳信雄
- 『おトラさんのホームラン』脚色・監督小田基義
- 『花ざかりおトラさん』脚色・監督小田基義
- 『大笑い捕物帖』脚本・監督青柳信雄
- 『おトラさんのお化け騒動』脚色・監督小田基義
- 『おトラさんの公休日』脚色・監督小田基義
- 『フランキーの僕は三人前』脚本・監督瑞穂春海
- 『おトラさん大繁盛』脚色・監督小田基義

1959年
- 『デン助の ワンタン親父とシューマイ娘』脚本・監督板谷紀之
- 『デン助の やりくり親父』脚本・監督板谷紀之
- 『坊ちゃんとワンマン親爺』脚本・監督近江俊郎

1960年
- 『別離の歌』脚本・監督瑞穂春海

1961年
- 『アワモリ君売出す』脚本・監督古澤憲吾
- 『アワモリ君乾杯!』脚本・監督古澤憲吾
- 『アワモリ君西へ行く』脚色/長瀬喜伴共作・監督古澤憲吾

1962年
- 『雲の上団五郎一座』脚色/長瀬喜伴共作・監督青柳信雄

1964年
- 『喜劇 駅前音頭』脚本/長瀬喜伴共作・監督佐伯幸三

1966年
- 『てなもんや東海道』脚色・監督松林宗惠
- 『落語野郎 大脱線』脚本/椿澄夫共作・監督杉江敏男
- 『落語野郎 大馬鹿時代』脚本・監督杉江敏男

1967年
- 『落語野郎 大爆笑』脚本/椿澄夫共作・監督杉江敏男
- 『喜劇 駅前学園』脚色・監督井上和男
- 『落語野郎 大泥棒』脚本・監督松林宗惠
- 『爆笑野郎 大事件』脚本・監督鈴木英夫

1968年
- 『河内フーテン族』脚色・監督千葉泰樹

## 著書
- 『シナリオの基礎技術』ダヴィッド社 (1985)
- 『映画 テレビ シナリオの技術』ダヴィッド社 (1986)
- 『目からウロコのシナリオ虎の巻』彩流社 (2005)言視舎　2015
- 『シナリオ作法入門―発想・構成・描写の基礎トレーニング』映人社 (2010

共著
- 『シナリオの基礎Q&Aシナリオの基礎Q&A』原島将郎共著　ダヴィッド社、1987